# Die Überflieger
Die Überflieger war eine achtteilige österreichische Dokusoap, in der vier Prominente den Flugschein (Privatpilotenschein) machten. Gedreht wurde die Sendung am Flugplatz Stockerau. Zur Ausbildung wurden eine Diamond DV20 der österreichischen Firma Diamond Aircraft sowie eine CESSNA 150M Commuter verwendet. Diejenigen, die den Flugschein bestanden hatten, flogen in der letzten Folge mit einem Banner, dessen Text von den Zuschauern vorgeschlagen wurde, über Österreich. Am 18. Juli 2008 wurde die Ausstrahlung aufgrund von mangelnder Quote verschoben.

## Teilnehmer
- Denise Amann
- Gery Keszler
- Benjamin Karl
- Nicole Burns-Hansen